# 제17전투비행단
제17전투비행단(第十七戰鬪飛行團, 17th Fighter Wing)은 충청북도 청주시 청주 공군기지에 주둔하고 있는 대한민국 공군의 전투비행단이다. 한국에서 유일하게 스텔스 전투기를 운용하는 부대이다.

## 역사
17전투비행단은 공군의 전력증강사업에 따라 1978년 9월 1일 창설, 1979년 4월 최초로 제122전투비행대대의 F-5가 배치되었으며, 같은 해 11월 제152전투비행대대(F-4E)를 시작으로 153대대(1980년), 155대대(1987년), 156대대(1988년), 157대대(1990년)가 예속 및 창설되었다. 현재는 스텔스 전투기인 F-35A를 도입하여 151대대와 152대대에서 운용중에 있다.

## F-35A

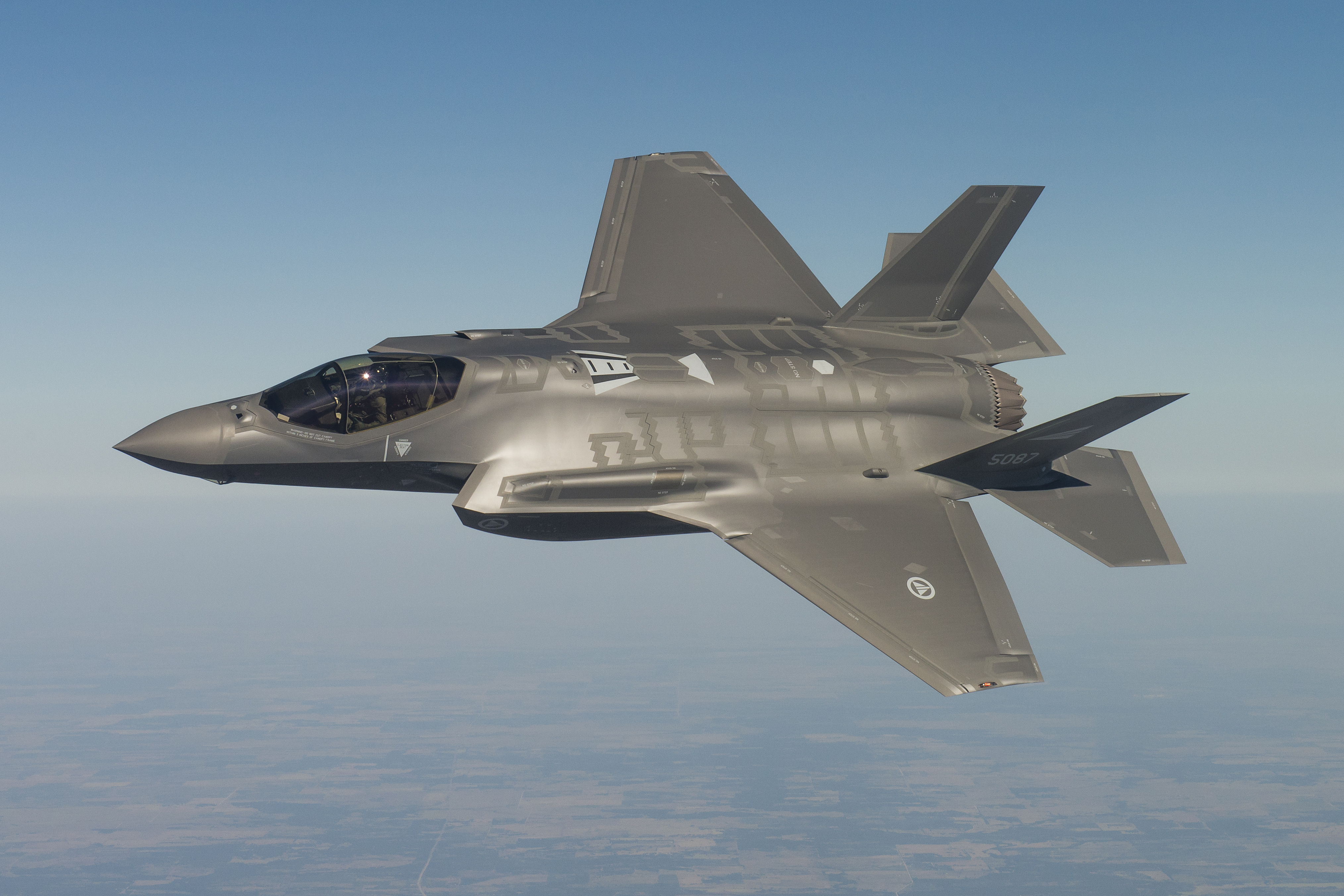
17전비에서도 운용중인 노르웨이 공군의 F-35A 1호기

17전투비행단은 팬텀의 고향이라는 별명답게 F-4E 팬텀 전투기로 40여년간 성공적으로 영공방위 임무를 수행해왔지만, 차세대 전투기인 F-35A 도입에 따라 17전비에서 운용하던 F-4E는 10전비로 이동 배치되었으며, 2024년까지 전량 퇴역이 예정되어있다. 원래 2018년에 초도기 2대를 인도할 계획이었으나 2019년으로 늦어질 수 있다. 변동이 없다면 총 40대가 인도될 것이다.
2019년 3월부터 F-35A가 인도되기 시작하여 2022년 1월까지 모두 40대가 배치 완료되었다.

## 패트리어트 미사일

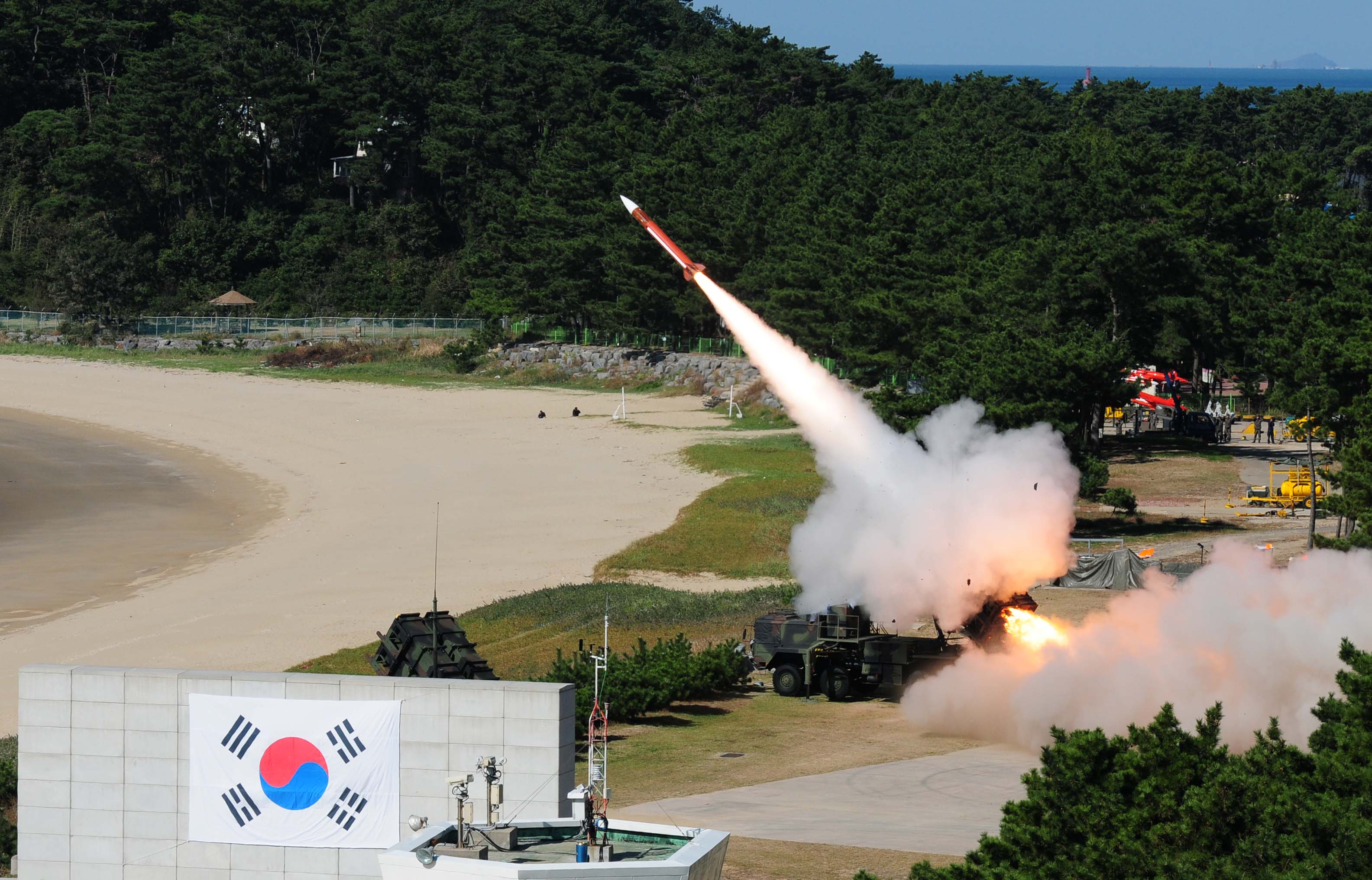
공군이 운용하는 패트리어트 미사일, 사진은 PAC-2이다.

2009년, 청주 기지에 패트리어트 부대 창설이 진행되었다.
2020년 4월 1일, 북한의 핵심 공격 목표가 되고 있는 청주 공군기지의 F-35를 보호하기 위해, 패트리어트 PAC-3 포대가 배치되었다.

## 편제
- 제151전투비행대대
- 제152전투비행대대
- 패트리어트 포대